# ترافيس غرين
ترافيس غرين هو لاعب هوكي الجليد كندي، ولد في 20 ديسمبر 1970 في كاستليغار في كندا.

## وصلات خارجية
- ترافيس غرين على موقع دوري الهوكي الوطني (الإنجليزية)
- ترافيس غرين على موقع EliteProspects.com (الإنجليزية)
- ترافيس غرين على موقع Eurohockey.com (الإنجليزية)
- ترافيس غرين على موقع HockeyDB.com (الإنجليزية)
- ترافيس غرين على موقع Hockey-Reference.com (الإنجليزية)